# John Paul Jones (Musiker)

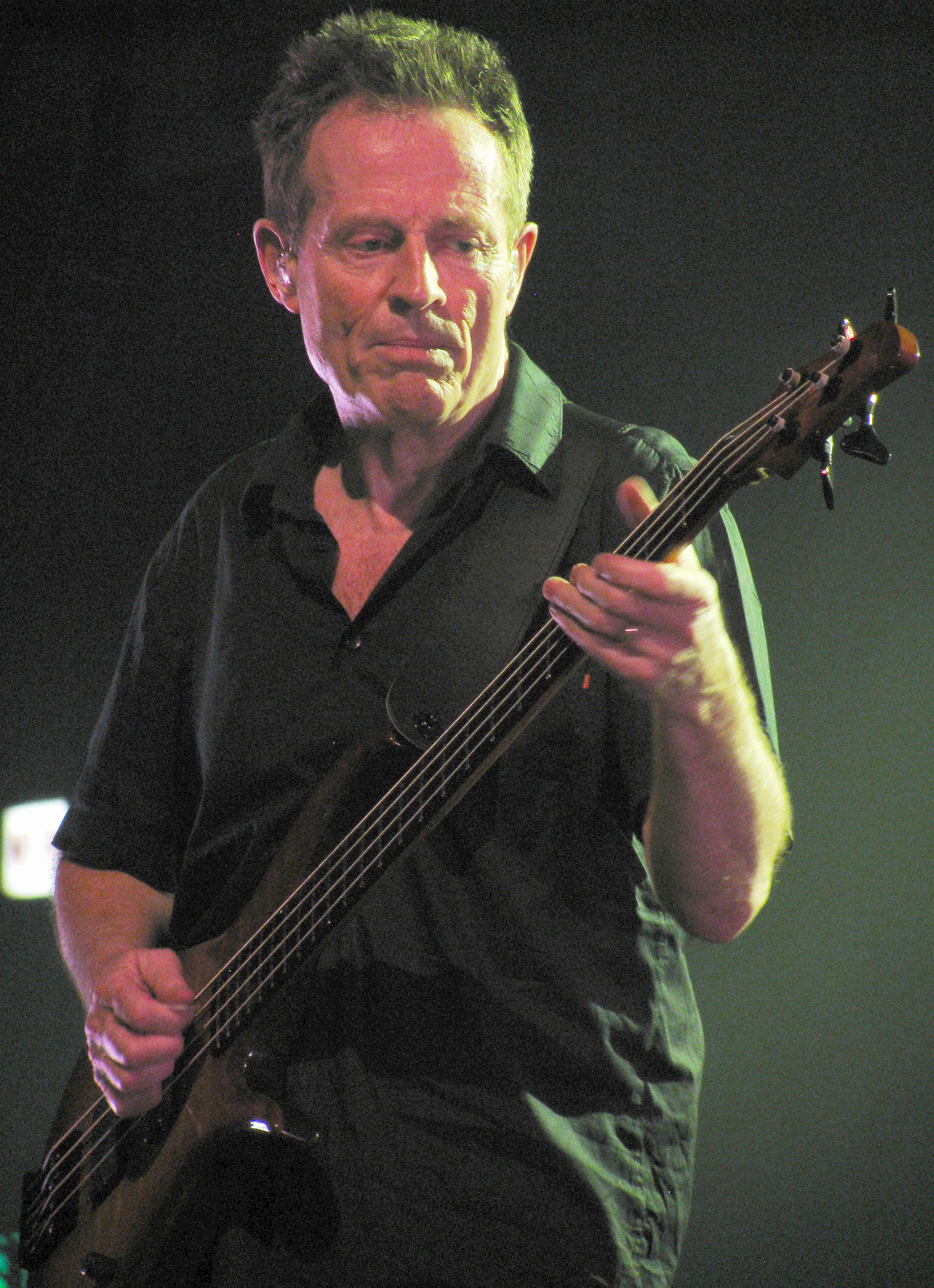
John Paul Jones (2010)

John Paul Jones (* 3. Januar 1946 in Sidcup, Kent; eigentlich John Richard Baldwin) ist bekannt als der Bassist der britischen Hard-Rock-Gruppe Led Zeppelin. Neben dem Bass spielte Jones dort auch Keyboards und Mandoline. Heute arbeitet er als Arrangeur und Musikproduzent.

## Werdegang und Werk
John Baldwin wurde am 3. Januar 1946 in Sidcup, Kent, geboren. Seine Eltern waren ebenfalls Musiker. Sein Vater, Joe Baldwin, war in den 1940er- und 1950er-Jahren Pianist und Arrangeur für Big Bands, insbesondere bei Ambrose and his Orchestra; die Mutter Sängerin und Tänzerin. So lernte John bereits in jungen Jahren Klavier und bald darauf Orgel, die er auch in der Kirche spielte. Da beide Eltern im Musikgeschäft tätig waren, konnte die Familie oft gemeinsam auftreten und tourte als Varieté-Comedy-Gruppe durch England. Da seine Eltern oft auf Tournee waren, wurde Baldwin in jungen Jahren auf ein Internat geschickt. Er war Schüler am Christ’s College in Blackheath, London, wo er Musik studierte.
Im Alter von 14 Jahren begann er Bass zu spielen, wenngleich ihm sein Vater mit der Begründung, er „würde nie verhungern“, empfahl, Saxophon zu lernen.
In der Folgezeit spielte er in Schulbands und auch im Duett mit seinem Vater. Mit 17 verließ er die Schule und bewarb sich als Bassist bei Jet Harris und Tony Meehan, zwei ehemaligen The Shadows, die im Begriff waren, eine Band zu gründen. John Baldwin wurde der Bassist und tourte etwa ein Jahr mit der Band, die, ihrer Zeit voraus, Musik im Stil von Blood, Sweat & Tears oder Chicago spielte.
Seine erste Solo-Platte, die im April 1964 bei Pye Records erschienene Single „Baja/A Foggy Day in Vietnam“, veröffentlichte Baldwin auf Anraten des Produzenten und Stones-Managers Andrew Loog Oldham unter dem Namen John Paul Jones, einem schottischstämmigen Kapitän, der sich in Nordamerika zur Tarnung den Nachnamen Jones gab, in europäischen Gewässern gegen die Briten kämpfte, damit zu einem Gründervater der US Navy wurde, und 1959 Titelheld eines Hollywoodfilms war.
Von 1964 bis 1968 dauerte seine Karriere als Studiomusiker, während der er mit zahlreichen Rock- und Popgrößen der damaligen Zeit spielte. Unter anderem ist er auf folgenden Aufnahmen zu hören:
- She’s A Rainbow (1967) auf Their Satanic Majesties Request der Rolling Stones, Arrangement der Streichinstrumente[3]
- Mellow Yellow (1967) und Hurdy Gurdy Man (1968) von Donovan
- Ten Little Indians (1967) und weitere Titel der Yardbirds
- verschiedene Titel auf Truth (1968) von Jeff Beck
- verschiedene Titel von Lulu, Tom Jones und Herman’s Hermits

Während einer Session mit Donovan erfuhr er, dass Jimmy Page, der bis dahin ebenfalls sehr erfolgreich als Studiomusiker gearbeitet hatte, eine neue Band gründen wollte. Seine Frau Mo überredete ihn, Page nach der Position des Bassisten zu fragen. Da die Wunschkandidaten von Jimmy Page nicht verfügbar waren, bekam Jones den Job. Die Band hieß zunächst New Yardbirds und benannte sich während ihrer ersten Tournee im Jahr 1968 in Led Zeppelin um. Jones spielte in dieser klassischen Periode meist einen Fender Jazz Bass, daneben auch das Fender Rhodes E-Piano. Seinen von James Jamerson beeinflussten Stil kann man unter anderem beim Lemon Song von 1969 heraushören.
Nach dem Ende von Led Zeppelin im Jahr 1980 war Jones in verschiedenartigen Musikstilen als Produzent und Arrangeur tätig, unter anderem für The Mission (1987), Ben E. King (1986), Cinderella (1990), die Butthole Surfers (1992), R.E.M. (1992), Peter Gabriel (1992), Raging Slab (1993) und die Foo Fighters (2005). Darüber hinaus arbeitete er am Soundtrack für Scream for Help und trat mit Jimmy Page und Robert Plant beim Live-Aid-Konzert 1985 auf.
Zusammen mit der griechisch-amerikanischen Künstlerin Diamanda Galás veröffentlichte er 1994 das Album Sporting Life. Die darauf enthaltenen Songs haben eine sparsame Instrumentierung – überwiegend Bass und Schlagzeug –, was die Stimme von Galás besonders hervorhebt.
1998 begann Jones mit der Arbeit an seinem ersten Solo-Album Zooma. Die Resonanz der Rock-Fachwelt auf Zooma war positiv und die folgende Welttournee (1999–2000) war ebenso erfolgreich. Im Jahre 2001 veröffentlichte Jones sein zweites Solo-Album The Thunderthief. Beide Produktionen, welche auf dem Plattenlabel Discipline Global Mobile von Robert Fripp erschienen sind, zeigen eine musikalische Affinität zum Progressive Rock à la King Crimson. Das Album Zooma beinhaltet bass-orientierte Instrumentalstücke. Das Album The Thunderthief weist neben instrumentalem Progressive-Rock wie z. B. Leafy Meadows (mit einem Gitarren-Solo von Robert Fripp) sowie folkbeeinflusste Stücke auf, z. B. das von Jones selbst gesungene und am Klavier begleitete IceFishing at Night.
Im Jahr 2004 half er der jungen neuseeländischen Hard-Rock-Band The Datsuns bei den Aufnahmen zu ihrem zweiten Album Outta Sight/Outta Mind. Darauf ist auf einigen Songs sein Keyboard-Spiel zu hören.
Anfang 2009 gründete er zusammen mit Dave Grohl (Foo Fighters, ex-Nirvana) und Josh Homme (Queens of the Stone Age, ex-Kyuss) die Supergroup Them Crooked Vultures. Das gleichnamige Debütalbum erschien in Deutschland am 13. November 2009.
John Paul Jones spielte bei diversen Liveshows Bass und Mandoline für Seasick Steve.